# Episodi di Blindspot (seconda stagione)
La seconda stagione della serie televisiva Blindspot, composta da 22 episodi, è stata trasmessa dal canale statunitense NBC dal 14 settembre 2016 al 17 maggio 2017.
In Italia è andata in onda in prima visione assoluta dal 28 settembre 2016 al 31 maggio 2017 su Premium Crime di Mediaset Premium, mentre in chiaro è stata trasmessa dal 1º ottobre all'11 dicembre 2017 da Top Crime.
Ogni titolo originale dei primi 9 episodi contiene un anagramma legato al relativo episodio. I titoli degli episodi 10 e successivi sono invece dei palindromi, ovvero sono uguali anche se letti al contrario.
I titoli italiani degli episodi 10-18 sono stati mantenuti in originale in quanto contengono, se presi assieme, un indizio utile alla narrazione.
Durante questa stagione entrano nel cast principale Archie Panjabi, Luke Mitchell e Michelle Hurd, quest'ultima lo lascia, assieme ad Ukweli Roach e alla stessa Panjabi. Marianne Jean-Baptiste ricompare come guest star.
| n° | Titolo originale                     | Anagramma                             | Titolo italiano                                          | Prima TV USA      | Prima TV Italia   |
| -- | ------------------------------------ | ------------------------------------- | -------------------------------------------------------- | ----------------- | ----------------- |
| 1  | In Night So Ransomed Rogue           | Nothing Is More Dangerous             | Niente di più pericoloso                                 | 14 settembre 2016 | 28 settembre 2016 |
| 2  | Heave Fiery Knot                     | They Invoke Fear                      | Incitano alla paura                                      | 21 settembre 2016 | 5 ottobre 2016    |
| 3  | Hero Fears Imminent Rot              | For Their Moment is Near              | Il loro vecchio nome non è…                              | 28 settembre 2016 | 12 ottobre 2016   |
| 4  | If Beth                              | The FBI                               | L'FBI                                                    | 5 ottobre 2016    | 19 ottobre 2016   |
| 5  | Condone Untidiest Thefts             | Defends The Constitution              | Difende la Costituzione                                  | 12 ottobre 2016   | 26 ottobre 2016   |
| 6  | Her Spy's Harmed                     | Shepherd's Army                       | L'esercito di Shepherd                                   | 19 ottobre 2016   | 2 novembre 2016   |
| 7  | Resolves Eleven Myths                | Only Serve Themselves                 | Serve solo se stesso                                     | 26 ottobre 2016   | 9 novembre 2016   |
| 8  | We Fight Deaths on Thick Lone Waters | When The Soldiers Attack, We Fight On | Quando i soldati attaccano, noi continuiamo a combattere | 9 novembre 2016   | 23 novembre 2016  |
| 9  | Why Let Cooler Pasture Deform        | We Shall Protect Your Freedom         | Proteggeremo la vostra libertà                           | 16 novembre 2016  | 30 novembre 2016  |
| 10 | Nor I, Nigel AKA Leg in Iron         | palindromo                            | Nemmeno io, Nigel AKA Gamba di ferro                     | 4 gennaio 2017    | 25 gennaio 2017   |
| 11 | Droll Autumn, Unmutual Lord          | palindromo                            | Buffo autunno, signore non reciproco                     | 11 gennaio 2017   | 1º febbraio 2017  |
| 12 | Devil Never Even Lived               | palindromo                            | Diavolo mai nemmeno vissuto                              | 18 gennaio 2017   | 15 febbraio 2017  |
| 13 | Name Not One Man                     | palindromo                            | Nome non un uomo                                         | 8 febbraio 2017   | 22 febbraio 2017  |
| 14 | Borrow or Rob                        | palindromo                            | Prendi in prestito o rapina                              | 15 febbraio 2017  | 1º marzo 2017     |
| 15 | Draw O Caesar, Erase a Coward        | palindromo                            | Disegna o Cesare, cancella un codardo                    | 22 febbraio 2017  | 8 marzo 2017      |
| 16 | Evil Did I Dwell, Lewd Did I Live    | palindromo                            | Male ho abitato, osceno ho vissuto                       | 22 marzo 2017     | 5 aprile 2017     |
| 17 | Solos                                | palindromo                            | Assoli                                                   | 29 marzo 2017     | 12 aprile 2017    |
| 18 | Senile Lines                         | palindromo                            | Linee senili                                             | 5 aprile 2017     | 19 aprile 2017    |
| 19 | Regard a Mere Mad Rager              | palindromo                            | Considera un semplice pazzo furioso                      | 26 aprile 2017    | 11 maggio 2017    |
| 20 | In Words, Drown I                    | palindromo                            | Nelle parole, affogo                                     | 3 maggio 2017     | 17 maggio 2017    |
| 21 | Mom                                  | palindromo                            | Mamma                                                    | 10 maggio 2017    | 24 maggio 2017    |
| 22 | Lepers Repel                         | palindromo                            | I lebbrosi respingono                                    | 17 maggio 2017    | 31 maggio 2017    |

## Niente di più pericoloso
- Titolo originale: In Night So Ransomed Rogue
- Anagramma: Nothing Is More Dangerous
- Diretto da: Martin Gero
- Scritto da: Martin Gero

### Trama
Jane riesce a fuggire da un carcere di massima sicurezza della CIA (in Oregon) dopo tre mesi di torture e prigionia. L'agente della NSA Nas Kamal recluta la squadra di Weller per recuperarla. Jane viene individuata poco lontano da New York: una volta catturata, viene interrogata e racconta ciò che è successo dopo la morte di Mayfair: si è messa sulle tracce di Oscar, che ha tentato nuovamente di cancellarle la memoria, ma è riuscita a liberarsi uccidendolo in una colluttazione. La squadra capisce che Jane non sta mentendo; decidono di tornare a collaborare nonostante le diffidenze della squadra, che non riesce a perdonarle la morte di Mayfair. Jane inizia quindi la sua collaborazione con l'FBI in qualità di infiltrata nella stessa organizzazione di cui fa parte, Sandstorm. Jane scopre che Shepherd, il leader di Sandstorm, è in realtà una donna: il suo vero nome è Alice Kruger, è nata in Sudafrica ed è lei che ha adottato Jane e suo fratello Roman. La donna chiede a Jane di agire come agente sotto copertura per Sandstorm all'interno dell'FBI (senza sapere che Jane sta già facendo il gioco opposto). Shepherd chiede in privato a Roman di tenere Jane sotto controllo; svela inoltre che, solo a tempo debito, useranno la loro risorsa all'interno dell'FBI, lasciando intendere che l'organizzazione Sandstorm ha infiltrati anche all'interno delle principali istituzioni governative americane.
- Ascolti USA: 7.10 milioni[4]
- Altri interpreti: Dylan Baker (Pellington)

## Incitano alla paura
- Titolo originale: Heave Fiery Knot
- Anagramma: They Invoke Fear
- Diretto da: David McWhirter
- Scritto da: Brendan Gall

### Trama
Shepherd spinge Jane a seguire la traccia di un nuovo tatuaggio che porterà lei e la squadra a scoprire il complotto di un cartello messicano. Vogliono infatti far esplodere un aereo diretto all'aeroporto LaGuardia, ma la squadra riesce a sventare il piano. Nas rivela in seguito a Jane che ogni tatuaggio che risolvono genera effetti a catena sull'economia del Paese e altre conseguenze poco piacevoli. La squadra scopre inoltre che Shepherd ha degli infiltrati all'interno del governo, incluso il Dipartimento di Giustizia. Viene rivelato che Nas effettua registrazioni segrete delle sedute fra il Dr. Borden e Jane. Il Dr. Borden chiede a Patterson di uscire a cena. Allie confessa a Weller che è incinta e gli offre la possibilità di essere parte della vita del figlio, ma Weller è incerto sull'idea di diventare padre. Reade parla con un vecchio amico per testimoniare contro l'ex coach di calcio e si rende conto che anche lui potrebbe essere stato una delle vittime. Per proteggere Jane, Roman la sequestra e la droga.
- Ascolti USA: 6.08 milioni[5]

## Il loro vecchio nome non è…
- Titolo originale: Hero Fears Imminent Rot
- Anagramma: For Their Moment is Near
- Diretto da: Jeff T. Thomas
- Scritto da: Alex Berger

### Trama
Jane si risveglia nel nascondiglio di Sandstorm e Shepherd, continuando ad essere sospettosa del suo alibi per i tre mesi di prigionia, la sottopone ad un test: deve uccidere un ingegnere che non ha portato a termine la progettazione di un chip per conto di Sandstorm. Incapace di ucciderlo, Roman esegue quanto assegnato dalla madre e lascia che Jane ritorni all'FBI in attesa di nuove istruzioni. Intanto la squadra cerca di fermare una serie di esplosioni in tutta New York, ma quando Weller cerca di calmare il dinamitardo, Nas spara all'uomo dalla distanza senza preavviso e ciò non fa che aumentare la tensione tra lei e Weller. Patterson e il Dr. Borden si baciano. Reade confessa a Zapata che potrebbe aver represso i ricordi delle molestie subite dall'ex coach. Jane ritorna a Sandstorm e scopre che Roman la copre dicendo a Shepherd che aveva superato il test. Jane ringrazia Roman, il quale la avverte che d'ora in poi si muoveranno più velocemente per i piani futuri e che quindi non sarà in grado di coprirla una seconda volta.
- Ascolti USA: 5.60 milioni[6]

## L'FBI
- Titolo originale: If Beth
- Anagramma: The FBI
- Diretto da: Jeff F. King
- Scritto da: Ryan Johnson & Peter Lalayanis

### Trama
Tormentato dalla possibilità di aver cancellato ogni ricordo, Reade ha un crollo mentale e picchia un hacker che sta per arrestare. Sulle tracce di un indizio dato da uno dei tatuaggi di Jane, la squadra va sotto copertura in una serata di gala al museo, dove un terrorista ha appena ucciso due persone. La donna rivela però di essere un ex agente della CIA, la cui identità è stata cancellata quando ha cercato di denunciare un caso di corruzione interno all'agenzia e che le sue vittime erano degli agenti implicati nel caso. L'ex agente crede inoltre che la figlia sia stata uccisa, ma la squadra riesce ad individuarla e la ricongiunge alla madre. Nel frattempo, Roman viene sollecitato da Shepherd a raccontare la propria storia a Jane, per avvicinarla ancora di più a Sandstorm. Nas fornisce invece la prova a Weller che Sandstorm lo sta sorvegliando da oltre vent'anni.
- Ascolti USA: 5.71 milioni[7]

## Difende la Costituzione
- Titolo originale: Condone Untidiest Thefts
- Anagramma: Defends The Constitution
- Diretto da: Rob Seidenglanz
- Scritto da: Christina M. Kim

### Trama
La squadra di Weller indaga sul tentato omicidio del senatore Donahue. Gli indizi puntano verso un cugino malato terminale, Patrick O'Malley, che sostiene che il Senatore è in realtà il capo segreto della mafia irlandese e che ha organizzato un falso attentato contro se stesso. Protetto da Weller e Allie, Patrick collabora con la squadra per raccogliere delle prove su Donahue, ma gli uomini di Donahue si presentano per ucciderlo. Nello scontro Allie viene ferita alla gamba e Patrick alla fine decide di sacrificarsi per farla uscire viva, siccome erano stati amici per anni. Dopo l'arresto di Donahue, Allie informa Weller che passerà ad un lavoro d'ufficio e lo invita a prendere la stessa scelta per il loro bambino. Grazie ad una dritta dell'hacker assunto da Zapata, Patterson riesce a decifrare i file dell'M7G677, rivelando le mail tra Mayfair e Douglas Winter, l'informatore che denunciò Orione. Jane recupera i ricordi del dottore che l'ha salvata in Afghanistan e Shepherd le spiega come ha fatto ritorno negli Stati Uniti; la storia di Shepherd si rivela poi essere una bugia. Intanto, Reade aggredisce il suo ex allenatore e perlustra la sua abitazione, trovando una videocassetta con il proprio nome. Zapata trova Reade in piedi davanti al corpo morto dell'ex coach.
- Ascolti USA: 5.53 milioni[8]

## L'esercito di Shepherd
- Titolo originale: Her Spy's Harmed
- Anagramma: Shepherd's Army
- Diretto da: Olatunde Osunsanmi
- Scritto da: Chris Pozzebon

### Trama
Nonostante sia stato trovato sulla scena del crimine, Reade afferma di non essere colpevole. Mentre l'omicidio del coach attira l'attenzione di Patterson, Reade e Zapata cercano disperatamente di coprire ogni prova che possa portare a far sospettare dell'agente. Jane segue Roman in una missione per rubare un chip per Sandstorm. Mentre Roman lotta con le guardie della sicurezza, Jane, preoccupata, cerca di spedire a Patterson i dati del microchip, ma decide di interrompere l'upload per salvare Roman. Nel frattempo Weller e Naz intraprendono un viaggio in Bulgaria in cerca di Douglas Winter e scoprono che il nuovo vice direttore della CIA è sulla stessa pista. Quando trovano Winter, lui afferma di essere stato incastrato: due individui mascherati hanno inserito nel suo laptop le prove incriminanti e fornisce una registrazione audio dell'accaduto. Al momento di riportare Winter negli Stati Uniti d'America, Patterson decodifica le voci nella registrazione, che Jane identifica essere Shepherd e Roman. Anche Weller riconosce la voce di Shepherd.
- Ascolti USA: 5.24 milioni[9]

## Serve solo se stesso
- Titolo originale: Resolves Eleven Myths
- Anagramma: Only Serve Themselves
- Diretto da: Jeff F. King
- Scritto da: Eric Buchman

### Trama
Jane è immersa in un sogno, in cui si vede a cena con Weller e Roman, quando ad un tratto si trova a lottare contro una versione di se stessa con i capelli lunghi che non può battere e viene pugnalata in pieno petto. Weller e Nas discutono del dispositivo che ha trovato Patterson nello studio di Borden. Successivamente il computer dell'FBI viene hackerato da Rich Puntocom, apparso nella stagione precedente e che era riuscito a scappare alla squadra. Puntocom ora vuole la protezione dell'FBI da un assassino chiamato l'Accadico. L'assassino uccide due agenti dell'FBI e innesca una bomba chimica nell'ascensore. Reade e Zapata stanno discutendo su di un caso quando l'Accadico li attacca entrambi e svanisce con un'incosciente Zapata. Le inietta una potente neurotossina e informa la squadra che in cambio di Puntocom lui confesserà in quale delle tre boccette si trova l'antidoto. Weller e Puntocom creano un falso loop delle videocamere per far cadere in trappola l'Accadico. Il ricordo del sogno fa sì che Jane sappia quali mosse usare per battere l'Accadico, che Weller uccide. Sul punto di morte Zapata usa il codice Morse sul polso di Reade per indicare quale fialetta contiene la cura. Puntocom scappa ancora, ma grazie a Patterson, lui e i suoi complici sono finalmente catturati. Nel frattempo Roman riceve informazioni circa la fedeltà di Jane all'FBI.
- Ascolti USA: 5.20 milioni[10]

## Quando i soldati attaccano, noi continuiamo a combattere
- Titolo originale: We Fight Deaths on Thick Lone Waters
- Anagramma: When The Soldiers Attack, We Fight On
- Diretto da: Rob Hardy
- Scritto da: Kristen Layden

### Trama
Quando Jane e Weller scompaiono in una missione sotto copertura: trovare Nico Marconi, signore della guerra, Weitz arriva all'ufficio di New York per investigare sul caso insieme alla squadra che devono far combaciare le testimonianze discordanti di due criminali per scoprire cos'è successo. Infine trovano Jane e apprendono che Weller l'ha lasciata lì per inseguire il noto trafficante di armi che ha finanziato la missione. Weller viene catturato e messo all'asta al miglior offerente, la squadra quindi vi partecipa riuscendo a vincerla e si spacciano per compratori per salvarlo e catturare il venditore d'armi. Successivamente Weitz minaccia Weller di porre fine alla sua carriera e Nas dà pieno accesso a Patterson ai dati su Sandstorm. La squadra organizza una piccola festa per il bambino di Weller e Allison. Zapata riferisce a Reade di voler riconsegnare il coltello al reparto prove della polizia, mentre Reade aiuta Freddie a lasciare la città. Roman apprende che Jane è una spia e la raggiunge alla sua safe house per avvisarla che il piano di Shepherd è passato alla fase 2.
- Ascolti USA: 4.90 milioni[11]

## Proteggeremo la vostra libertà
- Titolo originale: Why Let Cooler Pasture Deform
- Anagramma: Whe Shall Protect Your Freedom
- Diretto da: Tawnia McKiernan
- Scritto da: Brendan Gall

### Trama
Roman trasporta Jane fino alla base operativa di Sandstorm, ma l'agente riesce ugualmente ad avvisare la squadra del piano di Shepherd. Poco dopo, il fratello la tramortisce e quando si risveglia, Jane si ritrova di fronte alla madre adottiva. Shepherd le rivela in realtà che è stata avvisata tempo prima del suo doppio gioco dalla talpa interna: Borden. Nel passato, la moglie di Borden preleva Jane in Afghanistan e l'aiuta a rimettersi, ma viene uccisa da un drone americano. Jane recluta quindi Borden per conto di Sandstorm. Nel presente, Shepherd rivela a Jane di aver finto che il piano fosse entrato nella fase finale per attirare la squadra in una trappola. Quando Weller e gli altri agenti raggiungono il quartier generale, viene fatta esplodere una bomba che li intrappola fra le macerie. Shepherd ordina poi a Roman di uccidere Jane, ma quando lui si rifiuta prova ad ucciderli entrambi, ma Roman e Jane riescono a scappare. Mentre Jane medica le ferite di Roman gli cancella la memoria, sperando di donare anche a lui la stessa seconda chance che lei ha avuto. Patterson riconosce l'anello di Borden e si rende conto che lavora per Sandstorm. Quando Patterson prova ad arrestarlo, inizia un combattimento corpo a corpo. Alla fine si sente il suono di un colpo di pistola, ma non viene mostrato chi è stato ferito.
- Ascolti USA: 5.00 milioni[12]

## Nemmeno io, Nigel AKA Gamba in ferro
- Titolo originale: Nor I, Nigel, AKA Leg in Iron
- Anagramma: palindromo
- Diretto da: David Tuttman
- Scritto da: Rachel Caris Love

### Trama
Dopo esser stata ferita, Patterson è catturata da Borden e torturata per informazioni da Shepherd. Un amnesico Roman scappa dalla custodia di Jane e successivamente è salvato da Jane e Weller dagli uomini di Sandstorm. L'FBI interroga Roman per indizi su dove si trovi Patterson, ma non ricorda niente. Zapata trova un messaggio in codice proveniente da una base di Sandstorm che porta l'FBI da Borden. Il direttore Pellington espelle Nas dall'FBI per il fallimento del raid al quartier generale di Sandstorm. L'FBI salva Patterson appena prima di essere uccisa, però Borden fugge. Reade fa delle avance romantiche a Tasha che vengono rifiutate. Pellington ordina che Roman venga preso sotto custodia dalla CIA per ulteriori interrogativi, ma cede e reinserisce anche Nas dopo aver minacciato Weller che in caso di un altro fallimento avrebbe dovuto dare le dimissioni. Patterson decifra i file criptati, trovando una bozza dei tatuaggi di Jane che contiene un tatuaggio misterioso non presente sul corpo della donna.
- Ascolti USA: 5.14 milioni[13]

## Buffo autunno, signore non reciproco
- Titolo originale: Droll Autumn, Unmutual Lord
- Anagramma: palindromo
- Diretto da: Adam Salky
- Scritto da: Hadi Nicholas Deeb

### Trama
Quando il terrorista Anton Stepulov entra negli Stati Uniti la squadra di Weller inizia ad investigare. Apprendono che Stepulov è stato portato negli Stati Uniti dal vice direttore della CIA Keaton per avere informazioni su un attacco terroristico in cambio di un trapianto di cuore per il figlio. Il figlio di Stepulov muore durante l'operazione e l'FBI è costretto a fermare l'attacco senza il suo aiuto. Deducono che l'obiettivo dell'attacco sarà una partita di basket all'interno di una scuola dove Erin, la figlia di Keaton, sta giocando. Gli uomini di Stepulov rapiscono e tengono in ostaggio Erin, ma infine viene salvata da Weller e Jane e l'attacco è sventato. Allie dice a Weller che sta considerando l'opzione di spostarsi nel Colorado con il loro bambino. Nas invita una psichiatra esperta in traumi a valutare le condizioni psichiche di Roman e quest'ultima conclude che egli non è in grado di provare sentimenti e che soffre di un disturbo antisociale di personalità; pertanto consiglia di farlo internare a vita in una struttura psichiatrica. Patterson risolve il tatuaggio cancellato dal corpo di Jane; porta a Kat Jarret, un membro di una gang di centauri, che ha un legame sconosciuto con Roman.
- Ascolti USA: 5.01 milioni[14]

## Diavolo mai abbiamo vissuto
- Titolo originale: Devil Never Even Lived
- Anagramma: palindromo
- Diretto da: Kate Woods
- Scritto da: Deanna Shumaker & Chris Pozzebon

### Trama
Roman e Jane vanno sotto copertura nella gang di motociclisti di Kat Jarrett's, i Viper Kings. Dopo che Roman vede Kat si ricorda che aveva una relazione sentimentale con lei e che avevano pianificato di scappare insieme, ma Remi l'aveva obbligato a lasciarla. Jane e Roman organizzano una finta rapina per fornire i King dell'esplosivo che dovranno vendere a Shepherd e quindi dare la possibilità all'FBI di arrestare Shepherd. Dopo il successo della rapina una sospettosa Kat accusa Roman e Jane di lavorare per la polizia; Roman lo confessa, ma afferma di averlo fatto solo per stare con Kat. Kat aiuta Jane a scappare dai King ma viene colpita, confessando il suo amore per Roman con il suo ultimo respiro. L'FBI irrompe all'incontro tra King e Sandstorm e scopre che Shepherd è già scappata con l'esplosivo. A causa di questo Nas rompe con Weller e afferma la loro relazione sta oscurando i loro giudizi professionali. Reade inizia una relazione con l'ex ragazza di Freddie. Jane riconosce Shepherd in una foto di un vecchio annuario dell'accademia militare di Weller, e Weller finalmente si ricorda chi è Shepherd.
- Ascolti USA: 4.73 milioni[15]

## Nome con un uomo
- Titolo originale: Name Not One Man
- Anagramma: palindromo
- Diretto da: Glen Winter
- Scritto da: Ryan Johnson & Peter Lalayanis

### Trama
Visitando la vecchia accademia militare Weller scopre il vero nome di Shepherd, Elen Briggs e scopre che lei ha finanziato la sua educazione. La squadra di Weller inizia ad investigare su Jared Wisnewski, il leader di un gruppo anti-governativo di contadini che sta pianificando un attacco bomba. Apprendono che Wisnewski è un informatore dell'FBI ingaggiato dall'agente dell'FBI Boyd. Weller permette a Wisnewski di incontrarsi con gli altri contadini e permettere quindi all'FBI di arrestarli, ma sparano a Wisnewski e uno dei cospiratori scappa e pianifica un attacco ad un nuovo bersaglio. Weller licenzia Boyd e con la sua squadra cerca di sventare l'attacco. Weller interroga Sean Clarke, un ex collega di Shepherd a cui è venuto un ictus, ma lui riesce a parlare solamente di baseball. Successivamente Patterson scopre che Clarke aveva impedito una promozione di Weller, per volontà di Shepherd, e lei e Weller si rendono conto che lo sproloquiare di Clarke era un messaggio in codice. Patterson sviene a causa del lavoro eccessivo, Reade fa uso di cocaina per affrontare i ricordi del Coach Jones e Jane inizia una relazione con Oliver Kind. Incontratosi di nuovo con Weller, Clarke accenna al "Protocollo Truman", ma lui e Weller sono rapiti da Shepherd che uccide Clarke e schernisce Weller prima di scappare dicendo che loro sono molto simili e che alla fine l'unica scelta sarà quella di unirsi a lei.
- Ascolti USA: 4.64 milioni[16]

## Prendi un prestito o rapina
- Titolo originale: Borrow or Rob
- Anagramma: palindromo
- Diretto da: Laura Belsey
- Scritto da: Eric Buchman

### Trama
Il team di Weller è costretto ad infiltrarsi, sotto copertura, in una società segreta, con l'aiuto di Rich Puntocom, nella quale alcuni membri stanno pianificando di iniziare una nuova guerra. Weller e Rich sono costretti ad affrontare i loro sospetti, un imprenditore della Silicon Valley di nome Zach Riley, ma si rivela essere innocente. Rich viene rapito dal vero colpevole e costretto ad hackerare un computer per permettere al reo di detonare la bomba e quindi far scoppiare la guerra; Weller libera Rich, senza prima però essere costretto a sparargli al piede. Jane, Roman e Nas fanno visita ad alcuni posti in cui Shepherd aveva vissuto per cercare di rievocare dei ricordi. Roman si ricorda di aver ucciso la madre di Taylor Shaw al che Jane gli dice di tenerlo segreto e che poi lo rivelerà lei a Weller. Zach Riley si incontra con Borden il quale gli dice che il suo lavoro sarà cruciale per la fase 2 del piano di Shepherd.
- Ascolti USA: 4.07 milioni[17]

## Disegna o Cesare, cancella un codardo
- Titolo originale: Draw O Caesar, Erase a Coward
- Anagramma: palindromo
- Diretto da: Darnell Martin
- Scritto da: Christina M. Kim

### Trama
Patterson, basandosi su un tatuaggio decifrato da Rich Puntocom, è in grado di collegare tre tatuaggi a un famigerato contrabbandiere. Jane e Zapata, seguendo i vari indizi, indagano su un antiquario portato in carcere alcuni mesi prima, Weller e Roman si infiltrano in una prestigiosa clinica, mentre Patterson e Reade setacciano un altro luogo. Lì, scoprono che, sia l'antica attività che l'altro posto sono utilizzati come due fronti di contrabbando umano che porta gli immigrati clandestini nella clinica, dove i loro organi vengono raccolti per essere dati a pazienti facoltosi. Weller e Roman vengono catturati dai contrabbandieri, ma il resto della squadra riesce a trovarli in tempo. Osservando le sue azioni durante il caso, Patterson cerca di confrontarsi con Reade sulla sua abitudine alla droga, ma lui rifiuta i suoi consigli. Più tardi, Nas riceve una nuova chiamata dal suo vecchio contatto Sandstorm e viene attaccata nella sua auto.
- Ascolti USA: 4.13 milioni[18]

## Male ho abitato, osceno ho vissuto
- Titolo originale: Evil Did I Dwell, Lewd I Did Live
- Anagramma: palindromo
- Diretto da: David McWhirter
- Scritto da: Alex Berger

### Trama
Nas sopravvive per un soffio all'aggressione e intuisce che Sandstorm potrebbe aver scoperto il suo informatore. La squadra inizia un'operazione per catturarlo, durante la quale Jane viene attaccata da Cade. Cade rivela di essere l'informatore e rivela la posizione di un personaggio misterioso che lavora per Sandstorm, ma l'uomo viene ucciso prima che possa essere trovato. Patterson scopre un trasmettitore nascosto nel suo dente e lo usa per attirare in trappola Borden. Ferito, Borden si fa saltare in aria con una granata assieme ai suoi uomini. Cade è libero, ma si rifiuta di aiutarli ulteriormente per paura di ciò che Shepherd ha pianificato. Zapata si confronta con Reade sul suo uso di cocaina e avverte Weller. Mentre sta cenando con Oliver, a Jane viene tesa un'imboscata e anestetizzata da uomini mascherati.
- Ascolti USA: 4.26 milioni

## Assoli
- Titolo originale: Solos
- Anagramma: palindromo
- Diretto da: David Johnson
- Scritto da: Kristen Layden

### Trama
Jane e Oliver si risvegliano e scoprono che il padre e il socio d'affari di Oliver hanno sottratto milioni di dollari e che i rapitori hanno intenzione di riprendersi i soldi e hanno intenzione di rapire i suoi figli. Jane riesce ad avvisare l'FBI e la squadra di Weller salva con successo i bambini mentre Oliver e Jane, scoprono che il padre di Oliver, scomparso da tempo, è morto. In seguito, Oliver rompe con Jane. Weller consente a Reade di prendersi del tempo libero per ottenere aiuto, invece Reade si dimette. Weller permette a Roman di andare a vivere con Jane nella safe house. A Roman viene in mente mentre recupera denaro da un fondo fiduciario sotto il nome di nascita di Jane, Alice Kruger. Pesantemente traumatizzata dalla sua esperienza con Borden, Patterson mette sottosopra il suo appartamento alla ricerca di dispositivi di sorveglianza. Reade viene riconosciuto come poliziotto da un gruppo di trafficanti di droga, che lo picchiano. Il team, con gran stupore dello stesso, viene ufficialmente informato di essere sotto inchiesta da parte del Procuratore degli Stati Uniti per complicità e favoreggiamento al terrorismo.
- Ascolti USA: 4.32 milioni

## Linee senili
- Titolo originale: Senile Lines
- Anagramma: palindromo
- Diretto da: Jeff T. Thomas
- Scritto da: Ryan Johnson & Peter Lalayanis

### Trama
La squadra di Weller indaga sulla morte di un adolescente che vive in una famiglia adottiva e scopre una cospirazione per testare illegalmente nuovi farmaci su figli adottivi. Jane convince Weller a far sì che Roman aiuti l'FBI sul campo e a ritrovare i bambini e arrestare i cospiratori. Il procuratore distrettuale Weitz interroga i membri della squadra di Weller, perché vuole trovare delle prove per giustificare un'inchiesta del Congresso del loro lavoro su Sandstorm però Nas, al fine di proteggere Weller e il resto della squadra, consentendo al team di continuare a indagare su Sandstorm, si assume la piena responsabilità per gli errori commessi da parte della task force. Mentre è in ospedale, Reade, parla con un altro paziente riguardo al fatto che lo sta tormentando da molto tempo e così, una volta dimesso, decide di guardare il nastro riguardante il Coach Jones assieme a Zapata per trovare una volta per tutte una risposta. Shepherd ottiene grandi quantità di materiale nucleare da un venditore, avvertendolo di evitare l'emisfero occidentale durante la fase 2.
- Ascolti USA: 4.34 milioni

## Considera un semplice pazzo furioso
- Titolo originale: Regard a Mere Mad Rager
- Anagramma: palindromo
- Diretto da: Ernest Dickerson
- Scritto da: Alex Berger

### Trama
Patterson riesce a congelare i conti di Sandstorm prima che Shepherd possa acquistare i materiali nucleari, portando ad un inseguimento intorno a Bangkok prima di venire arrestata dalla polizia thailandese. Shepherd riesce a scappare e a ritrovare i materiali. Nel frattempo, la squadra di Weller segue un altro tatuaggio che porta a una caccia al tesoro orchestrata da una coppia di fratelli hacker che offrono un database pieno di informazioni riservate, incluso il protocollo Truman. Weller e Jane riescono ad acquisire il database prima di Sandstorm, costringendo Shepherd a ordinare la morte di Weller. Zapata viene arrestata dal NYPD per ostruzione alla giustizia.

## Nelle parole, affogo
- Titolo originale: In Words, Drown I
- Anagramma: palindromo
- Diretto da: Dermott Downs
- Scritto da: Christina M. Kim

### Trama
L'arresto di Zapata si rivela essere uno stratagemma messo a punto da Weller e Patterson per raccogliere informazioni da Devon (Ronda Rousey), legata sentimentalmente ad un componente di Sandstorm. Quando Devon viene pugnalata da un’altra detenuta, Zapata, è costretta a organizzare un'evasione con l'assistenza della squadra. Jane racconta a Weller che è stato Roman ad uccidere la madre di Taylor. Intanto Zapata convince Devon ad organizzare un appuntamento con il suo ragazzo Parker, ma lui riconosce Zapata e la rapisce per tendere un'imboscata a Weller e Jane. Una Patterson sempre più instabile attacca uno dei suoi tecnici e abbandona il caso. Weller salva Zapata e cattura Parker e Devon. Roman si ricorda che è stata Jane ad avergli cancellato la memoria e la attacca.

## Mamma
- Titolo originale: Mom
- Anagramma: palindromo
- Diretto da: Rob Seidenglanz
- Scritto da: Chris Pozzebon

### Trama
Roman viene rimesso in custodia dell'FBI, riacquistando molti dei suoi ricordi. Reade durante una seduta con la Dot.ssa Sun decide di trasferirsi fuori New York. Jane e Weller seguono una pista di Parker, che si rivela essere uno stratagemma per attirarli fuori dal Bureau. Shepherd e la sua squadra prendono d'assalto l'ufficio di New York, uccidendo il direttore Pellington e altri agenti per ottenere l'accesso al computer di Patterson, che intende utilizzare per attaccare tutti gli uffici federali. Patterson, Reade e Zapata cercano di fermare Shepherd, ma Zapata viene gravemente ferita. Jane e Weller tornano all'FBI e disinnescano le bombe piazzate da Shepherd, ma altri due edifici governativi vengono attaccati. Roman si unisce a Shepherd e fugge con lei. Successivamente Weller viene portato in un bunker nascosto, dove viene a sapere che fa parte di un programma segreto di continuità del governo, COGS, destinato ad essere attivato in caso di emergenza nazionale. Si rende conto che la fase 2 del piano di Shepherd è quella di spazzare via il governo federale e lasciare il COGS al comando dell'America.

## I lebbrosi respingono
- Titolo originale: Lepers Repel
- Anagramma: palindromo
- Diretto da: Jeff King
- Scritto da: Rachel Caris Love

### Trama
Weller scappa dal bunker del COGS con il vicedirettore della CIA Keaton, dopo aver ucciso una spia di Shepherd. Patterson fa risalire a Zach Riley gli esplosivi usati negli attacchi di Shepherd; sotto interrogatorio, rivela che Shepherd ha intenzione di far schiantare un satellite su Washington DC, dove ha nascosto materiale nucleare. Dopo che Zapata e Keaton hanno trovato il materiale nucleare in un'ambulanza, Jane e Weller vanno ad affrontare Shepherd. Mentre Jane guida l'ambulanza in un tunnel per ridurre al minimo le ricadute, Weller cerca il faro che Shepherd sta usando per guidare il satellite. Roman fa schiantare un'auto contro l'ambulanza, ferendo Weller. Rendendosi conto che Shepherd ha ingoiato il faro, Weller la defibrilla, disabilitandolo e consentendo a Patterson di reindirizzare il satellite nell'oceano. Jane combatte Roman, ma non riesce a ucciderlo, lasciandolo scappare. Shepherd viene arrestata e posta sotto la custodia di Nas. La squadra festeggia e Jane e Weller consumano la loro relazione. Due anni dopo, Jane vive sulla cima di una montagna con dei monaci, avendo lasciato Weller e l'FBI per ragioni sconosciute. Weller va a trovarla, chiedendo il suo aiuto per trovare Patterson, Reade e Zapata, che sono scomparsi. Indossa una fede nuziale e ha una scatola sigillata contrassegnata con il nome di Jane, che si apre quando entrambi la toccano. All'interno c'è un oggetto metallico che fa illuminare i tatuaggi di Jane.